# Věra Vančurová
Věra Vančurová (Praga, 17 settembre 1932 – 6 febbraio 2018) è stata una ginnasta ceca con cittadinanza cecoslovacca, fino al 1992.

## Palmarès

### Olimpiadi
- 1 medaglia:
  - 1 bronzo (Helsinki 1952 a squadre)